# Оловци
Оловци су насељено мјесто у Босни и Херцеговини, у општини Кладањ, које административно припада Федерацији Босне и Херцеговине. Према попису становништва из 1991. у насељу је живјело 223 становника.

## Становништво
| Националност       | 1991. | 1981. | 1971. | 1961. |  |
| Срби               | 221   |       |       |       |  |
| Југословени        | 1     |       |       |       |  |
| остали и непознато | 1     |       |       |       |  |
| Укупно             | 223   | '     | '     | '     |  |

| Демографија | Демографија | Демографија |
| Година      | Становника  | Становника  |
| ----------- | ----------- | ----------- |
| 1961.       | 287         |             |
| 1971.       | 336         |             |
| 1981.       | 295         |             |
| 1991.       | 222         |             |